# Hammel Kommune
Hammel Kommune i Århus Amt blev dannet ved kommunalreformen i 1970. Ved strukturreformen i 2007 indgik den i Favrskov Kommune sammen med Hadsten Kommune, Hinnerup Kommune, Hvorslev Kommune og de 3 sydligste sogne i Langå Kommune.

## Sammenlægning
Kommunen blev dannet 28. januar 1966, da fire sognekommuner i området omkring Hammel gik frivilligt sammen:
| Kommune            | Folketal september 1965 | Byer                        |
| ------------------ | ----------------------- | --------------------------- |
| Hammel-Voldby-Søby | 4.526                   | Hammel, Voldby og Svenstrup |
| Røgen-Sporup       | 1.062                   |                             |
| Haurum-Sall        | 983                     | Sall                        |
| Skjød              | 599                     | Skjød                       |
| I alt              | 7.170                   |                             |

En femte sognekommune blev lagt sammen med Hammel Kommune ved selve reformen i 1970:
| Kommune | Folketal 1. januar 1970 | Byer   |
| ------- | ----------------------- | ------ |
| Hammel  | 7.448                   |        |
| Lading  | 934                     | Lading |
| I alt   | 8.382                   |        |

Hertil kom 8.790 m² ved Søbyvad fra Gjern Sogn i Gjern Kommune.

## Sogne
Følgende sogne indgik i Hammel Kommune:
- Hammel Sogn (fra Gjern Herred)
- Haurum Sogn (fra Houlbjerg Herred)
- Lading Sogn (fra Sabro Herred)
- Røgen Sogn (fra Gjern Herred)
- Sall Sogn (fra Houlbjerg Herred)
- Skjød Sogn (fra Houlbjerg Herred)
- Søby Sogn (fra Gjern Herred)
- Sporup Sogn (fra Gjern Herred)
- Voldby Sogn (fra Gjern Herred)

## Borgmestre[5]
| Navn                   | Parti                       | Periode   |
| ---------------------- | --------------------------- | --------- |
| P. Højgaard Therkelsen | Venstre                     | 1970-1982 |
| Gunner Severinsen      | Venstre                     | 1982-1990 |
| Niels Erik Nielsen     | Socialdemokratiet           | 1990-2002 |
| Ole Brøkner            | Det Konservative Folkeparti | 2002-2006 |

## Rådhus
Hammel Kommunes rådhus på Torvegade 7 blev opført i 1978-79.